# ایمن نور

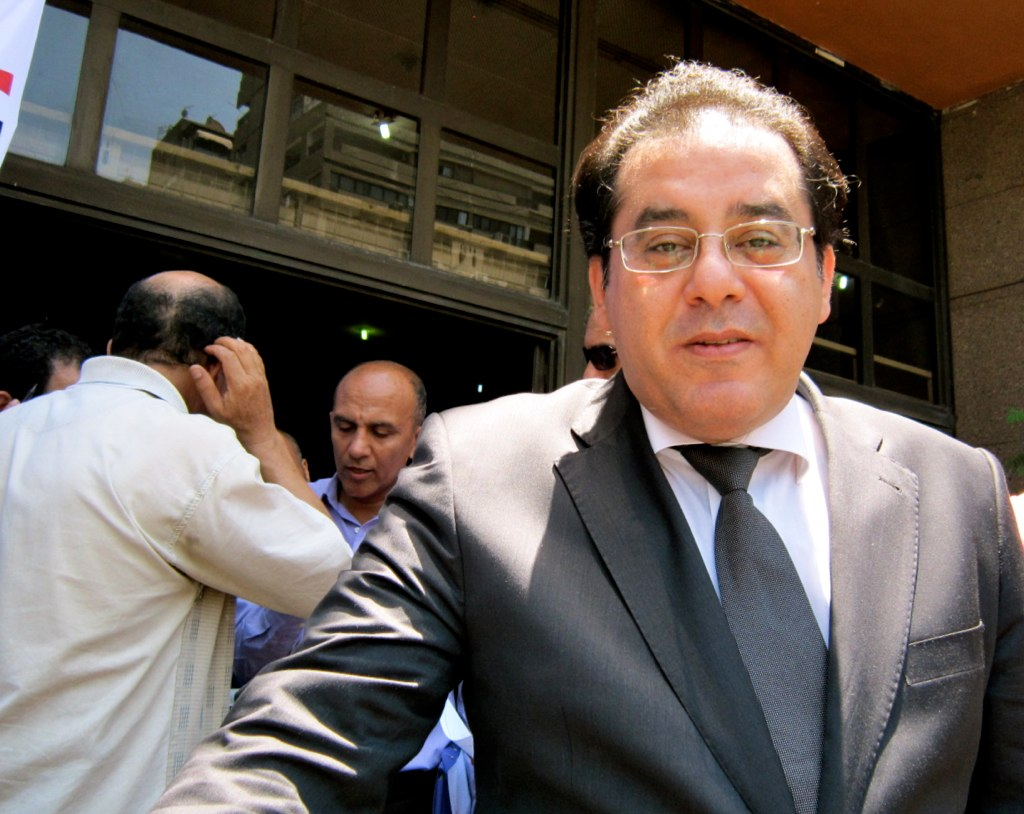

اَیمِن عبدالعزیز نور (زادهٔ ۵ دسامبر ۱۹۶۴ در منصوره، مصر) سیاست‌مدار لیبرال مصری است که از سال ۱۹۹۵ تا ۲۰۰۵ میلادی، نمایندهٔ مجلس مصر بود. وی در سال ۲۰۰۴ میلادی، حزب غد را بنیان گذاشت و تا سال ۲۰۱۱ میلادی، ریاست آن حزب را بر عهده داشت. در ژانویه ۲۰۰۵ مصونیت پارلمانی او لغو و بازداشت شد؛ ولی در ماه مارس همان سال آزاد شد. وی با شرکت در انتخابات ریاست‌جمهوری ۲۰۰۵ بر اساس آمارهای رسمی با ۷٪ آرا پس از حسنی مبارک در جای دوم ایستاد. وی در دسامبر ۲۰۰۵ به اتهام جعل اسناد، که طرفدارانش آن را پاپوش می‌دانستند، به ۵ سال حبس محکوم شد، اما در سال ۲۰۰۹ از زندان آزاد شد.
ایمن نور در جریان انقلاب سال ۲۰۱۱ مصر شرکت داشت. شبکه خبری الجزیره در ۳۰ ژانویه ۲۰۱۱ میلادی گزارش کرد: بخشی از معترضان مستقر در میدان التحریر، از او پشتیبانی می‌کنند.